# Пекинский университет гражданского строительства и архитектуры
Пекинский университет гражданского строительства и архитектуры (кит. трад. 北京建筑大学) — университет в Пекине. Основан в 1936 году. Поддерживается Народным правительством Пекина. Имеет такую же специализацию, как знаменитый Цинхуа – гражданское строительство, архитектура, инженерия и прочие технические специальности.

## Список специальностей бакалавриата на китайском языке[2]
- Архитектура
- Градостроительное проектирование
- Промышленный дизайн
- Гражданское строительство
- Технология неорганических неметаллических веществ
- Организация движения транспортных потоков
- Геодезия и картография
- Геоинформационные системы
- Строительство окружающей среды и инженерных сооружений
- Водоснабжение и канализационные системы
- Природообустройство
- Машиностроение и автоматизация
- Промышленная инженерия
- Управление проектами
- Деловое администрирование
- Маркетинг
- Автоматизация
- Электротехника и автоматика
- Вычислительная техника
- Информатика и вычислительная техника
- Юриспруденция
- Социальная работа